# Synchronie et diachronie
La synchronie et la diachronie sont deux aspects complémentaires de l'évolution temporelle d’un objet d’étude. La première est son état à un moment donné du temps, tandis que la seconde intègre les évolutions de son état dans le temps. Cette distinction née en linguistique a aussi été appliquée à d’autres domaines, comme la critique textuelle, la géopolitique, la philosophie, la sociologie ou la psychanalyse.

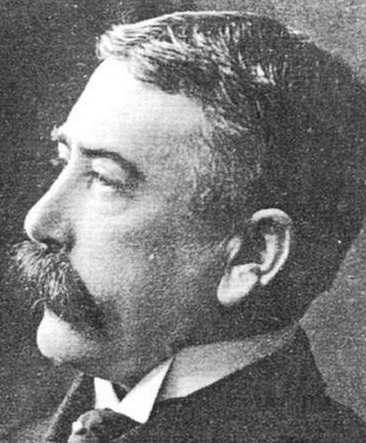
Ferdinand de Saussure.

## En linguistique
« Synchronie » et « diachronie », introduites dans la linguistique par le linguiste suisse Ferdinand de Saussure, fondateur du structuralisme, et traitées dans son Cours de linguistique générale publié après sa mort, en 1916, se réfèrent à deux dimensions d’une langue. La synchronie est l’état d’une langue à un moment donné, et son étude synchronique se réfère à tous ses aspects à ce moment-là, effectuée par la linguistique descriptive. Son étude diachronique est pratiquement l’histoire de la langue, l’étude diachronique faisant l’objet de la linguistique historique,,,,,,,.

### La synchronie
L’étude synchronique de la langue suppose une perspective statique à son égard, la langue étant conçue comme un système fermé, supposé immobile, qu’on peut étudier en elle-même, sans référence à l’évolution qui l’a amenée à son stade au moment où elle est décrite. Dans cette perspective, la langue est vue comme un axe horizontal de simultanéité qui implique une multitude d’aspects coexistants et sur lequel la valeur d’un élément individuel résulte du contexte relationnel de toutes les valeurs du système, c’est-à-dire on étudie la relation entre les éléments individuels et un système équilibré dont ils font partie. La description synchronique se propose d’énoncer clairement et systématiquement l’ensemble des règles de la langue telle qu’elle fonctionne à un certain moment,,,,,,.
La perspective synchronique est fondée sur la constatation que les locuteurs, à peu d’exceptions près, peuvent apprendre leur langue maternelle sans avoir la conscience de son histoire, c’est-à-dire le modèle du code qu’ils utilisent est dépourvu d’aspects historiques. Quant aux membres peu nombreux d’une communauté linguistique qui ont des connaissances sur les états antérieurs de la langue, soit celles-ci modifient leur comportement verbal, et alors leur variété de langue est différente de celles de la majorité, et doit être étudiée en tant que telle, soit elles n’ont aucune incidence, et alors elles n’ont aucun intérêt pour l’étude synchronique.
L’étude synchronique est la plus importante pour décrire la langue contemporaine au linguiste, mais cela ne veut pas dire qu’elle ne peut concerner même des moments très éloignés dans le passé. Ainsi, on peut faire une description synchronique du latin, du grec ancien, de l’anglais de Geoffrey Chaucer ou de celui du XVIe siècle, etc., sous la réserve que le chercheur n’a pas les compétences linguistiques des locuteurs de l’époque en cause, et que les hypothèses formulées sont invérifiables, faute de pouvoir les confronter à l’usage de locuteurs natifs,,.
Il est à noter que le moment auquel se réfère l’étude synchronique est théorique. Si, par exemple, on étudie le latin du Ier siècle av. J.-C., le stade de la langue peut être délimité comme celui correspondant aux textes de la période de trente ans entre les années 60 et 30 av. J.-C., en partant de la supposition que dans cette période il n’y a pas eu de variations dignes d’intérêt. L’étude est dans ce cas synchronique par le fait que le linguiste minimise et ne prend pas en compte les changements de l’une des années à l’autre.

#### Variation synchronique
Les aspects de la langue étudiée en synchronie sont multiples. Il y a ses aspects généraux, phonologiques, phonétiques, prosodiques, grammaticaux et lexicaux, ainsi que les variations intra-linguistiques de ces aspects et celles qui sont déterminées par divers facteurs extra-linguistiques, dans les diverses variétés de langue.
Le facteur géographique détermine les variétés régionales de la langue, les dialectes. Par exemple, alors que dans le Midi de la France on prononce systématiquement la voyelle [ə] noyau de syllabe ouverte (Elle m’a dit qu’elle viendrait le lendemain à sept heures [ɛləmadikɛləvjɛndʁeləlandəmɛŋasɛtœʁə]), dans les variétés du Nord de la France on ne la prononce pas d’ordinaire: Il est debout devant la petite fenêtre [iledbudvɑ̃laptitfnɛtʁ].
Les facteurs socioculturels ont pour effet des différences linguistiques selon les degrés d’instruction et de culture, les sexes, les générations, les milieux urbain ou rural, etc., déterminant des variétés telles que les sociolectes. Par exemple, après la Seconde Guerre mondiale, on utilisait en Corse trois termes pour le « porte-plume » : les mots corses pinna, porta-pinna et le mot français. Les grands-parents employaient le premier, les parents le premier et le deuxième (en donnant au premier une valeur méliorative), et les enfants le deuxième et le troisième, en donnant au second une valeur méliorative.
Les facteurs pragmatiques déterminent des différences linguistiques en fonction des situations de communication, ainsi que de l’intention du locuteur et de l’effet visé sur le destinataire. Ainsi, on s’adresse à celui-ci avec des appellations différentes selon son sexe, son âge, son statut, sa profession, sa position hiérarchique par rapport au locuteur, etc. : Madame, Monsieur, Maître, Docteur, Votre Majesté, etc..
Les registres de langue, dont un même locuteur peut maîtriser plusieurs, sont en rapport aussi bien avec le degré d’instruction du locuteur, qu’avec la situation de communication. Ainsi, ils peuvent, par exemple, déterminer des variations lexicales telles que clamser (familier) – mourir (courant) – trépasser (littéraire).

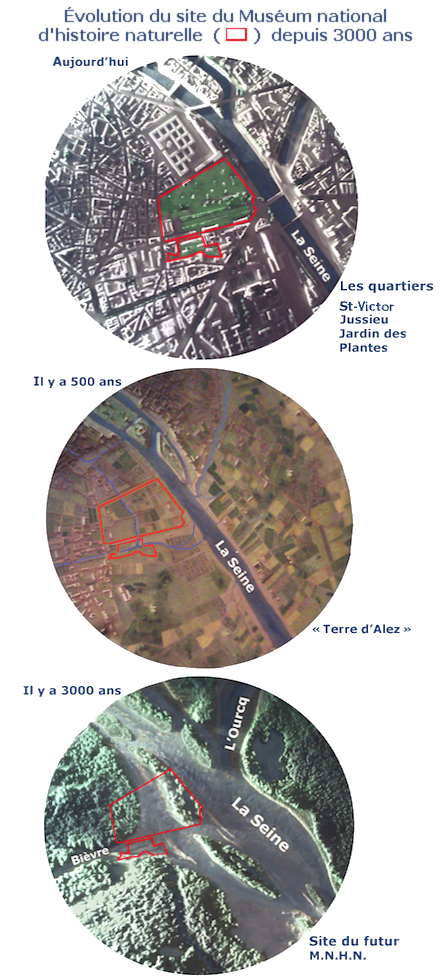
Cartes diachroniques de l'évolution géomorphologique du site du Muséum national d'histoire naturelle de Paris depuis 3000 ans.

Les facteurs d’expressivité ont pour effet les variations à fonction expressive, qui déterminent une variété comme le langage poétique. De telles variations sont les licences poétiques, des erreurs par rapport au standard. Dans le vers J’irai [z] aux quatre vents..., par exemple, il y a une liaison après un verbe au futur simple, première personne du singulier, incorrecte en français standard.

### La diachronie
L’étude diachronique de la langue se réfère à sa formation et à l’évolution au cours de son histoire de l’ensemble des faits qui la constituent, comme une succession des étapes de son développement. À la différence de la synchronie, la diachronie implique la diversification d’aspects mutuellement exclusifs, représentable sur un axe vertical de succession,,,,.
La caractéristique principale de la langue en diachronie est sa dynamique, ses variations dans le temps, ses transformations successives déterminées aussi bien par son évolution interne, c’est-à-dire de son propre système linguistique, que par des facteurs externes, historiques et culturels, tels que l’unité ou le démembrement de son territoire, le contact entre langues (direct ou indirect), la contribution expresse de certaines personnalités culturelles, dans des circonstances historiques données, à l’imposition d’une norme linguistique, etc..
La perspective diachronique peut dépasser les limites d’une seule langue, la recherche concernant dans ce cas l’évolution de langues apparentées, ce qui fait l’objet de la linguistique historique comparée,.

### Conceptions sur le rapport entre synchronie et diachronie
Jusqu’à la fin du XIXe siècle, la linguistique a été dominée par la vision historiciste, dans la terminologie de Saussure, diachronique, des néogrammairiens. Cette vision était due à ce que l’étude de l’évolution des langues était vue comme un moyen de connaître l’histoire des peuples. Saussure critiquait surtout le fait que les néogrammairiens étudiaient les faits de langue isolés les uns des autres, par exemple le développement des sons ou des formes sans avoir en vue le caractère de système de la langue,.
La conception de Saussure a été une réaction énergique à cette approche. Il a affirmé l’exclusivité de la synchronie pour la compréhension du fonctionnement de la langue, qu’il voyait comme un système. Selon lui, si l’on veut modeler ce que sait le locuteur qui connaît une langue en tant que langue maternelle, alors il faut éliminer des descriptions et des explications toute référence à l’état de la langue d’avant celui qu’on étudie, c’est-à-dire le passé n’a aucune importance pour comprendre le système,. Selon Saussure, l’approche historiciste n’est pas adéquate pour la compréhension de l’évolution de la langue non plus, parce ce qu’elle se réfère seulement au remplacement d’éléments individuels avec d’autres éléments, or la langue est un système à chaque moment de son histoire. Par conséquent, la diachronie est la somme de synchronies successives, chaque fait d’évolution fonctionnant dans le cadre du système. Ainsi, selon Saussure, l’étude synchronique doit précéder l’étude diachronique,,,.
Pour Saussure, entre synchronie et diachronie il y a une antinomie radicale, la synchronie étant prioritaire, conception suivie par la linguistique dominée par le courant structuraliste jusque dans les années 1960,,.
Dans la linguistique moderne, représentée par Walther von Wartburg, Roman Jakobson, André Martinet, Eugen Coșeriu, William Labov etc., cette dévaluation de la recherche historique a été critiquée à son tour, considérant que l’opposition entre synchronie et diachronie n’a aucune base dans la réalité de la langue, mais qu’il s’agit seulement d’une opposition méthodologique. On y fait seulement la distinction entre fonctionnement de la langue (en synchronie) et sa constitution (en diachronie), le linguiste étant celui qui établit ou non une relation temporelle entre phénomènes. Il y a en fait diachronie dans la synchronie, dans un rapport d’antinomie dialectique spécifique. À tout moment de l’histoire de la langue il coexiste des faits caractéristiques pour son stade précédent, des faits actuels et des faits qui tendent à devenir caractéristiques pour son stade suivant. Le passage d’une étape à une autre de l’évolution de la langue est continu, chaque phénomène linguistique présentant dans son évolution des périodes de transition plus ou moins longues. Dans ces périodes, la forme linguistique ancienne coexiste avec la nouvelle, sa fréquence penchant vers l’ancienne ou vers la nouvelle en fonction de la variété de langue dans laquelle elle est utilisée. La variation synchronique est donc en relation avec la variation diachronique. Par conséquent, à un moment donné il n’y a pas un seul mais plusieurs systèmes en concurrence, il y a interpénétration de plusieurs synchronies, de la diachronie dans la synchronie. Le même phénomène de variation, au même moment historique peut être suivi dans ses relations synchroniques avec d’autres phénomènes, mais aussi dans ses tendances. La simple utilisation d’une langue, diversifiée dans ses variétés, crée des prémisses pour sa modification dans le temps,,,,.
Dans la conception conciliatrice entre perspectives synchronique et diachroniques on considère qu’elles sont complémentaires. La linguistique synchronique apporte sa contribution à la linguistique diachronique et, contrairement à l’opinion de Saussure, de nombreux linguistes pensent que la compréhension des caractéristiques générales des systèmes langagiers n’est possible que par la compréhension des lois de la variation diachronique.

#### Variation diachronique dans la synchronie
Dans la langue il y a un processus continu de vieillissement et de disparition de faits de langue, et un autre d’apparition de faits nouveaux. Ceux des deux catégories coexistent du moins pendant un certain temps avec leurs correspondants actuels, sauf les éléments lexicaux nouveaux qui correspondent à des réalités nouvelles.
Du stade de la langue antérieur à l’actuel il subsiste des archaïsmes. Ils sont utilisés seulement dans le cadre de diverses limitations. Certains se conservent seulement dans des variétés régionales, comme le genre masculin du mot horloge à Rouen (un horloge vs une horloge), la construction aller à messe en Wallonie et parfois au Québec vs aller à la messe, ou le mot souper en Suisse, en Belgique, au Québec, etc. vs dîner. D’autres archaïsmes ne vivent plus que dans des locutions figées, ex. le verbe férir « frapper » dans sans coup férir « sans avoir à combattre, sans rencontrer de résistance ». Des archaïsmes sont sciemment utilisés dans un but stylistique, par exemple dans le registre soutenu, avec une intention ironique ou badine, ex. moult « beaucoup de », occire « tuer ».
Les faits de langue nouveaux consistent en emprunts, en mots nouvellement formés, en changements de formes et de constructions grammaticales, etc. On peut évoquer à ce sujet la tendance à utiliser le futur périphrastique, qui en principe est un futur proche, à la place du futur simple, surtout à la forme affirmative, ex. Si la crise se prolonge encore plusieurs années, elle va donner bien des difficultés au gouvernement.

## En critique textuelle
Les principes de diachronie/synchronie sont aussi utilisés en critique textuelle. Pour expliquer ces approches, Kropp compare un texte ancien, en l’occurrence le Coran, à une architecture fabriquée de pierres anciennes réutilisées :

« On peut contempler un tel bâtiment en s’intéressant à l’harmonie finale – la beauté de l’édifice, tel qu’il est à présent, la cohérence de l’ensemble, la fonction et l’utilité des éléments actuels, les intentions des maîtres d’œuvre qui ont présidé à la version finale ; mais l’observateur peut aussi se concentrer sur les éléments constitutifs de l’édifice, et ainsi découvrir l’origine et l’âge des éléments divers qui constituent le bâtiment, ainsi que les changements et les modifications auxquels ils ont été soumis à travers le temps. »

Ainsi, l'approche diachronique étudie les différentes pierres séparément pour connaître l’histoire de la fabrication de l’édifice, tandis que l’approche synchronique étudie l’aspect final. L’analyse rhétorique, née dans le domaine biblique, est ainsi une approche synchronique qui part du présupposé que le texte est composé, tandis que l’approche diachronique, qui peut aussi être appelée « historico-critique », part du présupposé qu'il est composite, un texte pouvant, pour Cuypers, être "composé et composite".
Ces approches différentes ne sont pas contradictoires, mais complémentaires. La connaissance des deux aspects est importante pour comprendre un texte ancien, même s'il s’agit rarement des mêmes chercheurs. Ainsi, Cuypers, qui se spécialise dans l’étude rhétorique, donc synchronique du Coran, reconnaît dans ces études avoir « été le plus souvent discret » sur l’approche diachronique, cette approche n’appartenant pas à son champ d’étude, même si, pour lui, « il est hautement vraisemblable que bien des sourates soient composées de fragments initialement indépendants, réunis ensuite en un ensemble textuel. ». Parfois, ces études se rejoignent et permettent des ajustements réciproques. Ainsi, l’analyse rhétorique peut valider ou, au contraire, proposer d’autres coupures que celles proposées par la critique diachronique.

## En géopolitique

Carte diachronique des différentes « Macédoines » successives.

En géopolitique, l’étude de la diachronie est l’analyse des évolutions d’une situation, d’un territoire, d’une culture ou d’une population à travers le temps, y compris sur des temps longs (plusieurs époques). Exemple : l’évolution d’un toponyme comme « Bessarabie » ou « Indes » à travers le temps et l’espace. Dans ses nombreux ouvrages, Yves Lacoste développe trois concepts clefs permettant de conduire une analyse géopolitique : l’étude de la diachronie (évolution à travers le temps), de la diatopie (évolution à travers l’espace) et des représentations, ce qui touche au domaine de la psychologie du développement, où cette opposition « synchronie » – « diachronie » renvoie respectivement à une analyse d’approche microdéveloppementale (moderne, plus ou moins wallonienne) ou macrodéveloppementale (théories piagétiennes).

## Dans d’autres domaines
L’opposition synchronie vs diachronie est fructueuse également en philosophie et en sociologie, où elle a été utilisée entre autres par Roland Barthes et Jean-Paul Sartre.
Jacques Lacan a aussi utilisé cette opposition en psychanalyse.

## Sources bibliographiques
- (hu) A. Jászó, Anna, « Általános ismeretek a nyelvről és a nyelvtudományról », dans A. Jászó, Anna (dir.), A magyar nyelv könyve [« Le livre de la langue hongroise »], Budapest, Trezor, 2007, 8e éd. (ISBN 978-963-8144-19-5, lire en ligne), p. 11-72
- (ro) Bidu-Vrănceanu, Angela et al., Dicționar general de științe. Științe ale limbii [« Dictionnaire général des sciences. Sciences de la langue »], Bucarest, Editura științifică, 1997 (ISBN 973-44-0229-3, lire en ligne)
- (en) Bussmann, Hadumod (dir.), Dictionary of Language and Linguistics [« Dictionnaire de la langue et de la linguistique »], Londres – New York, Routledge, 1998 (ISBN 0-203-98005-0, lire en ligne)
- (en) Crystal, David, A Dictionary of Linguistics and Phonetics [« Dictionnaire de linguistique et de phonétique »], Oxford, Blackwell Publishing, 2008, 4e éd., 529 p. (ISBN 978-1-4051-5296-9, lire en ligne)
- Dubois, Jean et al., Dictionnaire de linguistique, Paris, Larousse-Bordas/VUEF, 2002 (lire en ligne)
- Grevisse, Maurice et Goosse, André, Le Bon Usage : grammaire française, Bruxelles, De Boeck Université, 2007, 14e éd., 1600 p. (ISBN 978-2-8011-1404-9, lire en ligne)
- (hu) Kálmán, László et Trón, Viktor, Bevezetés a nyelvtudományba [« Introduction à la linguistique »], Budapest, Tinta, 2007, 2e éd. (ISBN 978-963-7094-65-1, lire en ligne)
- Kalmbach, Jean-Michel, Phonétique et prononciation du français pour apprenants finnophones (version 1.1.9.), Jyväskylä (Finlande), Université de Jyväskylä, 2013 (ISBN 978-951-39-4424-7, lire en ligne)
- « Le Robert. Dico en ligne » (consulté le 10 octobre 2020)
- Stourdzé, Colette, « Les niveaux de langue », dans Reboullet, André (dir.), Guide pédagogique pour le professeur de français langue étrangère, Paris, Hachette, 1971, p. 37-44
- « Trésor de la langue française informatisé (TLFi) » (consulté le 10 octobre 2020)